# Réseau d'antennes phasées
 (mars 2023).
Si vous disposez d'ouvrages ou d'articles de référence ou si vous connaissez des sites web de qualité traitant du thème abordé ici, merci de compléter l'article en donnant les références utiles à sa vérifiabilité et en les liant à la section « Notes et références ».
Un réseau d'antennes phasées est un ensemble d'antennes émettant des ondes, généralement identiques, dont la phase est décalée. Cette technologie permet de créer des champs électromagnétiques de géométrie complexe et peut être utile dans des applications de radar ou pour émettre un contre-signal visant à annihiler un signal entrant.